# Words (chanson de Michel Berger)
Pour les articles homonymes, voir Words.
Words est un single écrit, composée et interprété par Michel Berger, qui utilisa pour ce 45 tours, le premier chez Warner Bros. Records, son vrai nom, Michel Hamburger. Pour Berger, ce n'est pas une première d'enregistrer un disque : dans les années 1960, il avait signé chez Pathé Marconi).
Mais le single (en face B : La Vieille dame nous l'avait dit) passe carrément inaperçu. Il fera l'objet d'une ressorti dans une compilation regroupant les premiers titres enregistrés par Michel Berger de 1963 à 1972.

## Titres
Face A
Words
Face B
La Vieille Dame nous l'avait dit

## Crédits
Paroles et musique : Michel Berger (crédité Michel Hamburger)